# スケアクロウマン
『スケアクロウマン』（SCARECROWMAN THE ANIMATION）は、Play Set Productsによる絵本作品、及びそれを原作とした東京ムービー制作の3DCGアニメ作品。全26話。

## あらすじ
麦畑に20年間立ち続けたかかしのスケアクロウマン。ところがおじいさんが、新しいかかしを取り付け、抜かれたスケアクロウマンはごみが集まる納屋に置かれてしまう。嵐が発生し雷のエネルギーによってスケアクロウマンが人間のように動けるようになる。納屋の少し先にある丘の上の小屋を修理し仕事場にし、納屋においてある壊れた物を直す仕事を始めた。
ある日、スケアクロウマンが納屋にいくと、犬の人形のロンをなくしてしまったアリスと母親のグレイスがいた。夜まで探しても見つからず2人は帰ってしまう。その後スケアクロウマンが偶然発見しロンを直し納屋にそっと置いておく。翌日また探しに来たアリスとグレイスはロンを見つけ大喜び。それが縁でグレイスのお店で作品を売りながら生活するスケアクロウマンに、様々なストーリーが展開していく。

## 登場人物

### スケアクロウマンと仲間たち
スケアクロウマン(Scarecrowman)
声 - 野島裕史
本作の主人公。人型の案山子であったが、20年目の春、役目を終え納屋にしまわれてしまい、「もう1度、案山子として働きたい」と願っていた。ある嵐の夜、納屋に雷が落ちた事を機に、命を宿し動けるようになった。一人称は「僕」。非常にマイペースで純朴かつ温厚な性格。手先が器用で独創的な才能を持ち、壊れた物を修理する事が自分の使命だと思っている。修理の他に、発明や天気予報も得意。現在はグレイスが経営する店で修理したものを販売して貰っており、客の評判も良いらしい。汽車への乗り方が分からず、撥ねられそうになった。最終話で自分の未来を漠然と悟り、一人旅に出る。
ミスターベスト(Mr.Vest)
声 - 荻野晴朗
廃品回収所に捨てられていた陶器人形。元は美形な顔だったが、子供のせいで頭を紛失、スケアクロウマンによって玩具のロボットの頭を取り付けられた事に嘆いている。頭の回転が早く、饒舌でよく口を挟んで来る。尊大で毒舌だが、基本的には善良。子供をずいぶん嫌っている。
ベアベア(Bearbear)
声 - 小林沙苗
継ぎ接ぎだらけのクマの縫い包み人形。元は孤児だった3人の子供達が別れる前に案山子時代のスケアクロウマンに託した3つの思い出の人形。しかし経年劣化によってボロボロになってしまったので、それぞれの無事な部分をスケアクロウマンがつなぎあわせて、1つの人形になった。真面目で正義感が強いが、頑固。子供好き。
ホーンヘッド(HornHead)
声 - 別府あゆみ
金属製のロボット系玩具。赤ちゃんなのであまり話せないが怪力。スケアクロウマンを「おとうちゃ」ベスト達を「おにいちゃ」と呼ぶ。動作もちょこまかしている。好奇心旺盛な性格。音楽のセンスが抜群で、聴いた言葉を繰り返すクセがある。驚くと、耳の穴（トランペット状の形）から高出力の空気が出る。腕は鉄製のマジックハンドで、3mまで伸びる。

### 人間
アリス(Alice)
声 - 榎本温子
母親のお店やスケアクロウマンの壊れ物集めの手伝いをしている5歳の少女。髪形は茶髪のツインテール。明朗快活だが、おませな性格。犬の人形のロンを直してもらったことがきっかけで、スケアクロウマンと大の仲良しになったが、ベストとは喧嘩ばかりしている。
グレイス(Grace)
声 - 峯香織
アリスの母親。28歳。女手1つで娘を育てた。「スケアクロウズ・ショップ」という日用品を扱う雑貨店を経営している。スケアクロウマンが作る物を気に入り、店で働いてもらう事になる。少し慌て者で、おっちょこちょいだが善良。高校時代はバンドを組んでいた。
ジム
声 - 中村大樹
グレイスのお店の常連で理髪店の主人。飛行機の模型が大好きで、「子供のプレゼントに」と言いよく買いに来る。
悪ガキ（第1話）、男の子A（第2話）
声 - 比嘉久美子
男の子B（第2話）
声 - 小林沙苗
いろいろなイタズラをするやんちゃな少年たち。アリスやスケアクロウマンたちにもちょっかいをかける。
おじいさん（第1話）
声 - 篠原大作
麦畑で農作業をする年配の男性。スケアクロウマンとは20年来の付き合いだった。スケアクロウマンの服はパンク好きのおじいさんの息子が着ていたもの。70年代のパンクファッションらしい（モヘアセーターにロングブーツ）。
マリー（第3話）
声 - 白鳥由里
ポール（第3話）
声 - 下和田裕貴
アルフレッド（第3話）
声 - 松井尚吾
ベアベアとともに育った3人。別れるときに3体のベアベアをスケアクロウマンに託して別れる。
子供1（第3話）
声 - 白倉麻
子供2（第3話）
声 - 棟方真梨子
お店に遊びに来た子供達。ベアベアに興味を持つ。
シュタイン（第4話）
声 - 野島昭生 / 青年時：野島健児
25年ぶりに町に帰ってきた音楽家。花屋を探している。
ミーシャ（第4話）
声 - 平野綾
小学校の先生。ピアノが得意。
ドクター・サトウ
声 - 坪井智浩
医者。スイートティーが苦手で日本茶をスケアクロウショップに買いに来る。
町長
声 - 大林隆介
100年祭を取り仕切る等、町の責任者。
隣のおばさん
声 - 潘恵子
スケアクロウショップの向かいの家のおばさん。演奏がまだ下手な頃に、「上手くなったら、また聞いてあげるよ」と言う。バスルームのシャワーの故障の修理を頼みに来る。
スティーブ
声 - 保村真
詐欺師。スケアクロウマン達を騙して金をせしめようとする。
警官
声 - 相馬幸人
スティーブを追いかけてきた。
トニー
声 - 佐々木望
町を出て放浪していた。5年ぶりに町へと帰ってくる。キャサリンのかけた言葉に、ある決意をする。
キャサリン
声 - 大原さやか
トニーの恋人。ミスターベストが好意を寄せている。
ジョン
声 - 石森達幸
トニーの父。時計台を管理している。足に怪我をしてしまい、後継者がいない事から時計台が廃止されることになる。
駅員
声 - 鈴木清信
汽車を眺めているスケアクロウマン一行に話しかけてくる。
アーネスト
声 - 銀河万丈
汽車の作業員。機関庫に無断で入ってきたスケアクロウマン一行を叱るが、事情を聞いた後は、汽車を快く見せてくれる。息子が残していった動かなくなったミニチュアの汽車を、スケアクロウマンに直してもらったのをきっかけに、無くした自信と家族への思いも取り戻す。
ダニー
声 - 石丸博也
赤い帽子、赤い服を着ている。双子でマイケルの兄、現在は遊園地の従業員。元は遊園地のピエロ（ダニーとマイケルのおかしな兄弟というキャッチコピー）をしておりショーは超満員で大当たりしていた。この頃の遊園地は、大盛況だった。時の移り変わりによるショーのチームの解散、先代社長も心労が重なり病気で倒れて、残った兄弟で遊園地を運営することになる。
マイケル
声 - 水島裕
ダニーの弟。緑の帽子、緑の服を着ている。
夫
声 - 大倉正章
遊園地に来たが、乗り物が壊れていたために入場を断られてしまう。
妻
声 - 植竹香菜
昔、現在の夫とよくこの遊園地に来ていたらしい。
男の子
声 - 牧口真幸
携帯型ゲームをしていて、遊園地には興味を示さない。
女の子
声 - 後藤沙緒里
両親とともに車に乗って、遊園地までやって来た。
スコット
声 - 三木眞一郎
グレイスの小学生時代の先輩。幼馴染。図書館の福館長。
スーザン
声 - 豊口めぐみ
金髪の青い眼鏡をした、図書館の規則に厳しい女性。貸し出し係。
エリザベス
声 - 弥永和子
図書館の館長。現在は、病気で療養中。夫が世界各国を歩いて作ったのが現在の図書館である。その夫は、5年前に病気で亡くしている。
アラン
声 - 酒巻光宏
郵便配達員。
ヘンリー
声 - 金光宣明
農場を経営している。
ヘンリーの妻
声 - 横山由里
ヘンリーの奥さん。
ロバート
声 - くまいもとこ
大金持ち風の子供、アイリーンの兄。絵がうまい。ミステリーサークルを妹のため麦畑に、ボブと一緒に作っていた。窓をキャンパスに見立てて絵を描きたいという思いからだった。
アイリーン
声 - 伊藤実華
ロバートの妹。兄に習い絵を描いているが、まだ兄より上手にかけない。生まれた頃から体が弱く病気がちで部屋から出られない。たった一つの楽しみの窓から見る景色、麦畑が静かなのを気にしている。
サマンサ
声 - 斉藤祐子
お節介で、口うるさいお手伝い。
女性キャスター
声 - 渡邊美羽
麦畑にできたミステリーサークルの第一発見者のジムを取材にくる。
男性キャスター
声 - 山崎健太郎
麦畑にできたミステリーサークルの取材にくる。
ボブ
声 - 羽多野渉
ロバートの家の運転手
ヘンリー
声 - 川久保潔
アリスのおじいさん。グレイスの父親。何事にも写真を撮りたがる。カメラをホーンヘッドの興奮した応援ジャンプに接触し、驚き落としてシャッターが切れなくなりホーンヘッドを責める。
ジェーン
声 - 藤田淑子
アリスのおばあさん。グレイスの母親。ミスターベストの商品の棚の並べ方を「全然ダメ！」とやり直させたりきびしい。有無を言わせず、ベアベアを水洗いしてしまう。ホーンヘッドと一戦交えそうになる。「強情っぱりで、口うるさい性格…まるで誰かさんにそっくりだ！」とミスターベストに言われる。グレイスにお見合い話を持って来る。腕相撲で決着を図る。
スペンサー（第18話）
声 - 家弓家正
ケイト（第18話）
声 - 南里侑香
アンディ（第21話）
声 - 野沢那智
デビッド（第21話）
声 - 菅沼久義
コリンズ伯爵（第23話、24話）
声 - 加藤精三
スケアクロウマンに出張の仕事を依頼した老人。大きな城に住み、村を治める領主。偏屈で潔癖な性格。妻亡き後、息子のピエールを溺愛し金に糸目をつけずにピエールの欲しいものを何でも与えていた。しかし潔癖な性格で、少しでも傷があるとすぐに捨てて取り替えてしまうため、それが原因でピエールとの確執を生んでしまう。
ウォルター
声 - 子安武人
伯爵家の執事。捨てられた玩具を密かに補完していたり、ピエールが家出した後その所在を常に把握していたことから、伯爵親子の確執をよく思っておらず、親子で仲良くしてもらいたいと思っている。
ピエール（第23話、24話）
声 - 櫻井孝宏 / 少年時:芝原チヤコ
伯爵の一人息子。父である伯爵が自分の気持ちを考えずに思い出の玩具を次々に捨てていった経緯もあり父に反発、14歳で家出してそれ以来帰っていなかった。ニコラスが危機に陥ったとき率先して救助を行った伯爵を見て親子で和解する。
エルザ（第24話）
声 - 千葉紗子
ピエールの妻で、ニコラスの母。
ニコラス（第24話）
声 - 芝原チヤコ
ピエールの息子で伯爵の孫。

### その他の登場キャラクター
トム（第15話）
声 -高山みなみ
少年の姿の案内板。元々は山や森を抜ける為の道の標識として昔に作られたものであったが、時が経つにつれて自身の役目が失われ、誰とも顔を交えることのない孤独な日々を過ごしていた。しかし、旅の最中のスケアクロウマン一行が、自分達の乗っていた機関車のトラブルによって他の乗客らと共に途中下車する破目となり、そこから人里へ向かう為に森を抜けることになるのだが、ひょんな事から彼らはトムと出会い、トムのガイドで森の抜け道を進むことに。
性格はかなり明るく友好的だが、これまで誰とも顔を交えることがなかった事による反動からなのか非常におしゃべりである。
ルイ13号（第16話）
声 -瀧本富士子
巨大工場で警備や巡回を務めるロボットの1体。頭部が中世ヨーロッパの衣装を髣髴させるデザインとなっているのが特徴。
工場長からの命令を絶対優先とし、融通の利かない面がある。普段は従業員を監視する他に外部からの侵入者の撃退を行なっている。
フィッチ（第17話）
声 -飯塚雅弓
未来科学展の会場案内を務めるマスコットのロボット。会場となる施設のパビリオンで作業や点検を自分ただ1体で行っている。
実は科学展は既に計画を廃止されており開催はされずじまいであったが、フィッチ自身はその事を全く知らされず開催されるまでの準備を地道に進めていた。
ストライプ（第19-20話）
声 - 関俊彦
ゴミ等の廃棄物の処理を行なう工場で働く従業員。一見すると若い男性のように見えるが実は人型ロボット。性格は明るくファンキー。工場に配属されてから
3年勤続しているがあまりに多忙であるのか工場の外に出たことすらない。本人は外の世界に対して憧れに似たものを抱いており、外から入って来る僅かながらの情報（ゴミに混じっている使用可能な物品）をもとに外の世界を妄想している。普段はラジカセ（運ばれて来たゴミから拾ったもの）を点けて音楽を聴きながら作業に励んでいる。
クラッシャー（第20話）
声 -中尾隆聖
廃棄物処理工場の従業員。ストライプの同僚であり、彼と同じく人型ロボット。見た目は厳つく青い体表である為によく相手に怖がられるが、本人はそれに反して気が小さく優しい性格である。力仕事をメインとした業務を受持っていて、普段は運ばれて来た廃棄部品を解体する作業を行なっている。ある出来事が原因でストライプ以外の存在に心を閉ざしてしまっている。

### ナレーション
声 - 神戸浩
中野シロウの要望でナレーションを担当した。

## 書誌情報
- 『SCARECROWMAN』play set products著、ゴマブックス、2006年 ISBN 978-4-7771-0289-1

## テレビアニメ
2008年7月から12月まで放送された。東京ムービーで初めてフル3DCGで作られた作品。ハイビジョン制作。また収録はプレスコにて行われている。

### スタッフ
- 原作 - 中野シロウ&play set products
- キャラクター原案 - 中野シロウ、中原正博
- 監督 - 竹内啓雄
- 副監督 - 小林哲也、下山真吾
- シリーズ構成 - 日吉恵
- キャラクターデザイン - 西塚耕一
- キャラクターモデラー - 岩崎岳水、齋藤博一
- メカニカルデザイン - 玉盛順一朗
- 美術監督 - 宮野隆
- CG美術ディレクター - 石原由梨
- CG監修 - 下山真吾
- CGテクニカルディレクター - 塩田久人
- 編集 - 田巻源太、千葉和行
- 音楽 - 亀山耕一郎
- 音響監督 - なかのとおる
- 制作 - 東京ムービー
- 製作 - VAP、トムス・エンタテインメント

### 主題歌
オープニング「Halo Glow －ハロウグロウ－」
作詞・作曲・歌 - 堂島孝平(VAP)
エンディング「あした、僕は」
作詞・作曲・歌 - タテタカコ(VAP)

### 各話リスト
| 話数 | サブタイトル             | 脚本     | 絵コンテ         | 演出     |
| ---- | ------------------------ | -------- | ---------------- | -------- |
| 1    | 20年目の朝               | 日吉恵   | 小林哲也         | 小林哲也 |
| 2    | ミスターベスト           | 三浦浩児 | 下山真吾         | 下山真吾 |
| 3    | 三つのぬいぐるみ         | 長津晴子 | 小林哲也         | 小林哲也 |
| 4    | 遠い日のノクターン       | 日吉恵   | 下山真吾         | 下山真吾 |
| 5    | ホーンヘッドと百周年祭   | 田村竜   | 小林哲也         | 小林哲也 |
| 6    | 町の時計台               | 長津晴子 | 下山真吾         | 下山真吾 |
| 7    | おもちゃの汽車           | 田村竜   | 小林哲也         | 小林哲也 |
| 8    | 休日のピクニック         | 三浦浩児 | 殿勝秀樹         | 下山真吾 |
| 9    | 古い手紙                 | 日吉恵   | ソエジマヤスフミ | 小林哲也 |
| 10   | 謎のミステリーサークル   | 日吉恵   | 下山真吾         | 下山真吾 |
| 11   | 家族写真                 | 田村竜   | 小林哲也         | 小林哲也 |
| 12   | チケットを持った訪問者   | 長津晴子 | 桑原智           | 下山真吾 |
| 13   | 旅立ち                   | 三浦浩児 | 小林哲也         | 小林哲也 |
| 14   | 想い出                   | 日吉恵   | 下山真吾         | 下山真吾 |
| 15   | おばけの森               | 日吉恵   | 桑原智           | 小林哲也 |
| 16   | 巨大工場見学             | 三浦浩児 | 中村哲治         | 下山真吾 |
| 17   | 夢見た未来               | 長津晴子 | 小林哲也         | 小林哲也 |
| 18   | 海を見た                 | 田村竜   | 下山真吾         | 下山真吾 |
| 19   | 廃棄物処理場のストライプ | 日吉恵   | 桑原智           | 桑原智   |
| 20   | クラッシャーと友だち     | 長津晴子 | 桑原智           | 小林哲也 |
| 21   | デザインの都             | 田村竜   | 下山真吾         | 下山真吾 |
| 22   | 作品は夢を見る           | 日吉恵   | 桑原智           | 下山真吾 |
| 23   | 空虚な城                 | 三浦浩児 | 小林哲也         | 小林哲也 |
| 24   | 蘇る記憶                 | 三浦浩児 | 桑原智           | 小林哲也 |
| 25   | 変わりゆく町             | 日吉恵   | 下山真吾         | 下山真吾 |
| 26   | 明日の行方               | 日吉恵   | 竹内啓雄         | 下山真吾 |

### 放送局
| 放送地域       | 放送局       | 放送期間                      | 放送日時                        | 放送系列       |
| -------------- | ------------ | ----------------------------- | ------------------------------- | -------------- |
| 東京都         | TOKYO MX     | 2008年7月3日 - 12月25日       | 木曜 23時00分 - 23時30分        | 独立UHF局      |
| 神奈川県       | tvk          | 2008年7月5日 - 12月27日       | 土曜 7時30分 - 8時00分          | 独立UHF局      |
| 京都府         | KBS京都      | 2008年7月6日 - 12月28日       | 日曜 7時30分 - 8時00分          | 独立UHF局      |
| 千葉県         | チバテレビ   | 2008年7月6日 - 12月28日       | 日曜 17時30分 - 18時00分        | 独立UHF局      |
| 埼玉県         | テレ玉       | 2008年7月7日 - 12月29日       | 月曜 23時30分 - 24時00分        | 独立UHF局      |
| 日本全域       | ANIMAX       | 2008年8月5日 -                | 火曜 22時30分 - 23時00分        | CSチャンネル   |
| 福岡県         | 九州朝日放送 | 2008年8月10日 -               | 日曜 6時30分 - 7時00分          | テレビ朝日系列 |
| 兵庫県         | サンテレビ   | 2008年10月7日 - 2009年3月31日 | 火曜 18時30分 - 19時00分        | 独立UHF局      |
| 群馬県         | 群馬テレビ   | 2008年10月29日 -              | 水曜 17時00分 - 17時30分        | 独立UHF局      |
| 栃木県         | とちぎテレビ | 2009年7月28日 -               | 月曜 - 金曜 17時30分 - 18時00分 | 独立UHF局      |
| 北海道         | テレビ北海道 | 2010年4月3日 - 9月25日        | 土曜 6時00分 - 6時30分          | テレビ東京系列 |
| 岡山県・香川県 | 岡山放送     | 2010年6月22日 -               | 火曜 15時25分 - 15時55分        | フジテレビ系列 |